# ماریان کخ
ماریان کخ (آلمانی: Marianne Koch؛ زادهٔ ۱۹ اوت ۱۹۳۱) یک هنرپیشه، مجری، و پزشک اهل آلمان است. وی بین سال‌های ۱۹۵۰ تا ۱۹۷۱ میلادی فعالیت می‌کرد.
از فیلم‌ها یا برنامه‌های تلویزیونی که وی در آنها نقش داشته‌است می‌توان به یک مشت دلار (۱۹۶۴) اشاره کرد.

## مرگ
او در سال ۲۰۱۹ درگذشت.